# Філософія Відродження
Філосо́фія епо́хи Відро́дження — напрям європейської філософської думки XV–XVI століть. Віддзеркалює соціальний та ідейний рух Відродження (Ренесансу), започаткований в Італії в XIV ст., що в XVII ст. стає загальноєвропейським явищем. Головна відмінність філософії Відродження — антропоцентризм та гуманізм.
Термін «відродження» свідчить про бажання людини повернути щось втрачене, віднайти в минулому відповіді на суттєві світоглядні питання.
Передумовами філософії Ренесансу була криза феодалізму, криза офіційної ідеології Середньовіччя — католицької релігії, а водночас і схоластичної філософії, які зумовили певні соціально-культурні трансформації, пов'язані з капіталізацією суспільства.
Людина стала центром філософських досліджень не лише як результат Божественного творіння, а й космічного буття, її аналізували не з погляду взаємодії з Богом, а з погляду її земного існування.

## Основні характерні риси
- Антропоцентризм — домінування філософського принципу, згідно з яким людина є центром і метою всесвіту.
- Гуманізм — домінування філософського принципу, згідно з яким утверджується повага до гідності й розуму людини, її права на щастя, вільний вияв природних людських почуттів і здібностей.
- Пантеїзм — філософська позиція (світогляд), згідно з яким Бог і світ перебувають у нерозривній єдності.

Філософія Відродження характеризується також появою нової натурфілософії, інтересом до держави, індивідуалізмом, формуванням ідеї соціальної рівності та опозиційністю до церкви.

## Головні напрями і представники
| Гуманістичний                        | Неоплатонічний                                  | Натурфілософський                         | Реформаційний                                 | Політичний                           | Утопічно-соціалістичний              |
| ------------------------------------ | ----------------------------------------------- | ----------------------------------------- | --------------------------------------------- | ------------------------------------ | ------------------------------------ |
| Данте Аліг'єрі (1265 — 1321 рр.)     | Микола Кузанський (1401 — 1464 рр.)             | Леонардо да Вінчі (1452 — 1519 рр.)       | Мартін Лютер (1483 — 1527 рр.)                | Нікколо Мак'явеллі (1469 — 1527 рр.) | Томас Мор (1478 — 1535 рр.)          |
| Франческо Петрарка (1304 — 1374 рр.) | Джованні Піко делла Мірандола (1463 — 1494 рр.) | Микола Коперник (1473 — 1543 рр.)         | Томас Мюнцер (1490 — 1525 рр.)                |                                      | Томмазо Кампанелла (1568 — 1639 рр.) |
| Лоренцо Валла (1407 — 1457 рр.)      | Теофраст Парацельс (1493 — 1541 рр.)            | Джордано Бруно (1548 — 1600 рр.)          | Жан Кальвін (1509 — 1564 рр.)                 |                                      |                                      |
| та інші                              | та інші                                         | Галілео Галілей (1564 — 1642 рр.) та інші | Еразм Ротердамський (1469 — 1536 рр.) та інші |                                      |                                      |

## Гуманістичний напрям (XIV— XV століття)
У філософії Відродження гуманістичний напрям зливався з літературою й набував художньо-образної форми.
У центрі гуманістичних сентенцій стояла людина й пов'язані з нею проблеми природи, історії та мови. Саме поняття «гуманізм» походить від назви духовної течії «studia humanitatis» («вивчення людської природи»), що була орієнтована на античне розуміння людини. При цьому гуманістичний контекст вивчення людини мав прагматичну мету — виховати нову людину з новими якостями, високим рівнем духовних та естетичних цінностей, багатогранністю проявів особистої культури. Рівень освіченості людини був показником її морального самовдосконалення.

## Неоплатонівський напрям (середина XV— кінець XVI століття)
Засновником неоплатонівського напряму епохи Відродження вважають Миколу Кузанського, одного з найвідоміших оригінальних тогочасних мислителів. Микола Кузанський вважав, що можливість пізнання світу дарована людині Богом, а сутність самого Бога є непізнанною. Наше знання є кінечним, а Бог — безкінечним, кінечний світ природи людина може пізнати, а безкінечного Бога пізнати неможливо. Пізнання без Божих істин веде, зрештою, до «вченого незнання». Бог є найвищою істотою, максимумом Всесвіту. Бог є у всьому, а отже, водночас він є й мінімумом всесвіту. Оскільки людина є творінням Бога, то вона об'єднує в собі як максимум, так і мінімум задля єднання з Богом. Споглядальний спосіб життя не сприяє руху людини до Бога. І навпаки, активний спосіб життя наближає до Бога через прагнення пізнати його в повсякденному житті й індивідуальній творчості.

## Натурфілософський напрям (XVI—XVII століття)
Натурфілософський напрям репрезентований насамперед геніальним представником епохи Відродження Леонардо да Вінчі. Одним з головних своїх завдань Леонардо да Вінчі вважав створення нового методу пізнання, в основі якого лежали досвід і практика. Він критично ставився до релігійного фанатизму, магії та містики, які заперечували закони природи. Але попри все Бог для Леонардо да Вінчі був «великим художником», творцем прекрасного барвистого світу. Створена Богом людина має душу, яка прагне через красу й гармонію поєднатися з Богом. Згідно з Леонардо да Вінчі, гармонія світу існує поряд з дисгармонією (темрявою і трагізмом), що віддзеркалюються в суперечностях людського життя. Бог дає людині свободу волевиявлення, щоб вона самотужки обирала шлях до ангельського існування всупереч повсякденному примітивному (тваринному) способу життя.

## Реформаційний напрям (XVI—XVII століття)
Широкий антикатолицький та політичний рух, який охопив майже всі країни Європи. Реформація віддзеркалила глибоку кризу католицизму й стала показником того, що феодальне суспільство не досягло соціальної мети — подолати надмірну гріховність людей і підготувати їх до приходу Царства Небесного. Реформаційний напрям мав на меті здійснити якісні перетворення в консервативній католицькій ідеології згідно з потребами капіталізації суспільства й створити новий рівень взаємовідносин між віруючими, церквою, державою й суспільством загалом.

## Політичний напрям (XV—XVI століття)
Політичний напрям філософії Відродження репрезентував Нікколо Мак'явеллі. На думку вченого, філософія соціального життя повинна доповнюватися філософією людини. Він вважав, що держава в процесі управління суспільством головним об'єктом обирає людину (конкретну особу), яка має низку негативних якостей, які необхідно враховувати будь-якому чиновнику. На думку Мак'явеллі, вирішення проблем політики не повинно лежати в площині релігійного права та моральних норм. Завдяки Мак'явеллі, політика набула права самостійного існування й вивчення як окремий предмет небогословського дослідження.

## Утопічно-соціалістичний напрям (XV—XVII століття)
Утопічно-соціалістичний напрям репрезентували Томас Мор та Томаззо Кампанелла. Осмислюючи трагічну долю обездолених англійських селян, Томас Мор як альтернативу пропонує фантастичну модель створення ідеального суспільства, в якому всі його громадяни мають право на працю й можливість усім однаковою мірою користуватися результатами цієї праці. У цьому суспільстві не повинно бути влади, грошей і золота. Мета життя утопійців — створити в суспільстві рівні умови для всіх людей, в отриманні задоволення від життя. В Утопії дозволені будь-які релігії, але забороняється атеїзм, який призводить до занепаду моралі. Головна модель способу життя утопійців — це повна уніфікація поведінки, цінностей, одягу тощо.